# Alguna cosa de què parlar
Alguna cosa de què parlar (títol original: Something to Talk About) és una pel·lícula estatunidenca dirigida per Lasse Hallström amb Julia Roberts, estrenada el 1995 i doblada al català. Pren el títol de la cançó "Something to Talk About" de Bonnie Raitt, de 1991.

## Argument
Grace (Julia Roberts) sorprèn el seu marit (Dennis Quaid) en companyia d'una altra dona. El deixa i marxa a viure amb la seva germana (Kyra Sedgwick). Però descobreix que tothom estava al cas d'aquest affair, i li recomanen que perdoni i oblidi la infidelitat d'Eddie. Els pares de Grace, Wyly (Robert Duvall) i Georgia (Gena Rowlands) també tenen els seus propis problemes.

## Repartiment
- Julia Roberts: Grace King Bichon
- Robert Duvall: Wyly King
- Gena Rowlands: Georgia King
- Dennis Quaid: Eddie Bichon
- Kyra Sedgwick: Emma Rae
- Jamie Johnson: Brett Cullen
- Haley Aull: Caroline 'Jolie libellule' Bichon
- Muse Watson: Hank Corrigan
- Anne Shropshire: Tia Rae
- Ginnie Randall: Eula

## Premis i nominacions
Kyra Sedgwick va estar nominada el 1996 al Globus d'Or a la millor actriu secundària i al premi a l'actriu secundària més divertida.

## Localitzacions
La pel·lícula va ser rodada als estats de Geòrgia (Savannah i Perry), Carolina del Sud (Beaufort, Ridgeland i el Comtat de Jasper) i Louisiana (Vacherie).